# Estación de Puebla Larga
Puebla Larga (en valenciano y según Adif La Pobla Llarga) es una estación ferroviaria situada en el municipio español de Puebla Larga en la provincia de Valencia, Comunidad Valenciana. Forma parte de la línea C-2 de cercanías Valencia operada por Renfe. Cuenta también con algunos servicios de media distancia. 

## Situación ferroviaria
La estación se encuentra en el punto kilométrico 69 de la línea férrea de ancho ibérico que une Madrid con Valencia, a 31 metros de altitud.

## Historia
La estación fue inaugurada el 1 de julio de 1854 con la apertura del tramo Manuel-Carcagente de la línea que pretendía unir Valencia con Játiva. Las obras corrieron a cargo de la Compañía del Ferrocarril de Játiva a El Grao de Valencia. Posteriormente dicha compañía pasó a llamarse primero «Compañía del Ferrocarril de El Grao de Valencia a Almansa» y luego «Sociedad de los Ferrocarriles de Almansa a Játiva y a El Grao de Valencia» hasta que finalmente, en 1862, adoptó el que ya sería su nombre definitivo y por ende el más conocido, el de la Sociedad de los Ferrocarriles de Almansa a Valencia y Tarragona (AVT), tras lograr la concesión de la línea que iba de Valencia a Tarragona. En 1941, tras la nacionalización del ferrocarril en España la estación pasó a ser gestionada por la recién creada RENFE.
Desde el 31 de diciembre de 2004 Renfe Operadora explota la línea mientras que Adif es la titular de las instalaciones ferroviarias.

## Servicios ferroviarios

### Cercanías
Los trenes de cercanías de la línea C-2 tienen parada en la estación.
| procedencia/destino | < estación | Línea | estación >   | destino/procedencia |
| ------------------- | ---------- | ----- | ------------ | ------------------- |
| Valencia-Norte      | Carcagente |       | Énova-Manuel | Mogente             |

### Media Distancia
Algunas de las relaciones que unen Valencia con Alcoy se detienen en Puebla Larga.
| Línea MD | Trenes   | Origen/Destino |  | Destino/Origen |
| -------- | -------- | -------------- |  | -------------- |
| 47       | Regional | Valencia       |  | Alcoy          |